# 岩井小百合
岩井 小百合（いわい さゆり、1968年8月10日 - ）は、日本の元アイドル歌手、タレント、女優。神奈川県相模原市出身 血液型：A型。

## 略歴
姉が居る。母も姉も「子」が付く名前であることから、子が付かない名前がいいと考え、母は当時吉永小百合が好きで、吉永のようにユリの花のような優しい感じの子になって欲しいとして、小百合と名付けられた。小学4年生の時に同じ神奈川県の小田原市に転居。
秦野市立大根小学校、秦野市立大根中学校、堀越高等学校、東洋大学短期大学日本文学科卒業。
小学生の時に児童劇団に入り、映画『東京大空襲 ガラスのうさぎ』、ミュージカル『王様と私』に出演したり、銀行のポスターモデルや平行して別名義：智子名義でスーパーのチラシモデルも務めた。その後、のど自慢荒らしとしても注目を集めていたことがきっかけで、ユタカプロダクションを紹介される。
1983年1月12日、横浜銀蝿のマスコットガール（「銀蝿の妹」と言うキャッチフレーズ）として、キングレコードより「ドリーム　ドリーム　ドリーム」でアイドル歌手としてデビュー。デビュー日のサンシャインシティの噴水広場で行なわれたデビュー曲発表会は800人のファンが集まった。ポニーテールがトレードマークで、日本レコード大賞新人賞、日本歌謡大賞放送音楽新人賞など、この年の各種の新人賞を総なめにした。同年9月24日には日本武道館でファーストコンサートを行い、15歳1ヶ月でのソロコンサートは日本武道館史上最年少記録となっている。
デビュー2年目、トレードマークのポニーテールをばっさり切り、パーマをかけショートカットにした。フジテレビ系連続ドラマ『クルクルくりん』では主演を務め、主題歌「パラレルガール」も歌った。
1986年発売のアルバム「ナチュラリー」にて全10曲中、6曲に作詞者、あるいは作曲者として関わり、「Star dust Drive」「ときめきの海」を吉田美奈子と共作している。
1987年7月、ミュージカル『小公女セーラ』に主演する。しかしミュージカルの開幕直前の6月、東京ディズニーランドのスペースマウンテンで、一緒に乗った恋人を脳内出血で失う不幸に見舞われていた。
その後、ワイドショーのレポーター、アニメの声優、パチンコアイドルなど多方面で活躍する。また、ライブの開催やピアノのインストゥルメンタルCDアルバム「LOVE LETTER」を発表するなど、音楽活動にも力をいれる。
2003年8月、初台DOORSにてデビュー20周年記念ライブが行われた。その後も音楽活動を中心に活動し、初台DOORSで数々のライブを行う。同年9月、医師と結婚。2004年6月には女児を出産した。
2005年4月、音楽・語学留学のため、家族でアメリカのヒューストンに移住。同年12月、アイドル歌手時代の全音源を収録した『岩井小百合DREAMBOX』が発売される。
2007年4月26日午後5時46分（中部夏時間）、第2子となる男児を出産。2008年5月、留学を終え帰国した。
2023年7月、コミュニティFMの番組にゲスト出演し、アイドル時代のエピソードや近況について語った。

## 出演

### CM
- 森永製菓 チョコレート菓子　ジャスピント
- 明治製菓 Sトローチ

### テレビ番組
- モーニングEye（TBS）- レポーター
- きょうの料理（NHK）- 司会
- まんが日本史（NHK）- 日本史研究所 助手
- はやみみ!ホール情報（CS）- キャスター

### アニメ
- チロリン村物語（NHK）- クルコ役

### ドラマ
- クルクルくりん（1984年、フジテレビ）- 主演・東森くりん 役
- 月曜ワイド劇場「今、いじめが爆発する!」（1985年、テレビ朝日）- 主演
- 金曜日の離婚したい妻たちへ （1995年、TBS）

### 映画
- 東京大空襲 ガラスのうさぎ（1979年7月14日）
- 星空のバイオリン（1995年）- 声優
- 空想癖の女（2004年、ショートフィルム）- 主演

### 舞台
- 王様と私（1980年11月2日 - 28日、帝国劇場）
- 小公女セーラ（1987年）
- くるみ割り人形（1989年）
- ブリランテ（1990年）

### ラジオ
- 小百合のポエムルーム（TBSラジオ）
- ハッピートーク（TBSラジオ）
- 3人娘のヒミツ大好き（文化放送） 共演：桑田靖子、小出広美
- 夢カラオケオーディション（TBSラジオ）
- 岩井小百合のシェイプアップナイト（茨城放送、栃木放送）

### インターネット放送
- 岩井小百合のじゃん!じゃん!バリバリ!!（あっ!とおどろく放送局）
- 生で行きましょう!（あっ!とおどろく放送局）

## ディスコグラフィ

### シングル
| #  | 発売日          | A/B面 | タイトル                          | 作詞         | 作曲             | 編曲           | 規格品番   |
| -- | --------------- | ----- | --------------------------------- | ------------ | ---------------- | -------------- | ---------- |
| 1  | 1983年 1月12日  | A面   | ドリーム ドリーム ドリーム        | TAKU         | TAKU             | 馬飼野康二     | K07S-350   |
| 1  | 1983年 1月12日  | B面   | I Love My ダーリン                | 嵐ヨシユキ   | アキ＆イサオ     | 馬飼野康二     | K07S-350   |
| 2  | 1983年 3月9日   | A面   | ドキドキ♥のバースデイ・パーティー | 翔           | Johnny           | 馬飼野康二     | K07S-375   |
| 2  | 1983年 3月9日   | B面   | 初恋                              | 竜真知子     | 亀井登志夫       | 馬飼野康二     | K07S-375   |
| 3  | 1983年 4月13日  | A面   | いちごの片想い                    | 竜真知子     | 馬飼野康二       | 馬飼野康二     | K07S-393   |
| 3  | 1983年 4月13日  | B面   | いちごの片想いPartII              | 竜真知子     | 馬飼野康二       | 馬飼野康二     | K07S-393   |
| 4  | 1983年 7月13日  | A面   | 恋♥あなた♥し・だ・い!             | TAKU         | TAKU             | 馬飼野康二     | K07S-410   |
| 4  | 1983年 7月13日  | B面   | いけないのですか?                 | 岩井小百合   | 岩井小百合       | 馬飼野康二     | K07S-410   |
| 5  | 1983年 11月16日 | A面   | 水色のラブ・レター                | 竜真知子     | 鈴木キサブロー   | 馬飼野康二     | K07S-480   |
| 5  | 1983年 11月16日 | B面   | もう一度LOOK AT ME                | 竜真知子     | 鈴木キサブロー   | 馬飼野康二     | K07S-480   |
| 6  | 1984年 3月1日   | A面   | 早春メモリー                      | 有馬三恵子   | 鈴木キサブロー   | 矢野立美       | K07S-508   |
| 6  | 1984年 3月1日   | B面   | ときめきの季節                    | 有馬三恵子   | 鈴木キサブロー   | 矢野立美       | K07S-508   |
| 7  | 1984年 5月15日  | A面   | パラレルガール                    | とり・みき   | 三木たかし       | 鷺巣詩郎       | K07S-550   |
| 7  | 1984年 5月15日  | B面   | IN THE SUMMER OF'90               | とり・みき   | 三木たかし       | 鷺巣詩郎       | K07S-550   |
| 8  | 1984年 9月9日   | A面   | そっとさよなら                    | 竜真知子     | 大原健二         | 矢野立美       | K07S-600   |
| 8  | 1984年 9月9日   | B面   | 少女期                            | 竜真知子     | 小田裕一郎       | 矢野立美       | K07S-600   |
| 9  | 1985年 4月21日  | A面   | 恋のアメリカン★パトロール         | 岩里祐穂     | 馬場孝幸         | 鷺巣詩郎       | K07S-10011 |
| 9  | 1985年 4月21日  | B面   | シネマのような物語                | 岩里祐穂     | 岩里未央         | 鷺巣詩郎       | K07S-10011 |
| 10 | 1985年 7月21日  | A面   | とまどい                          | 荒木とよひさ | 岩井小百合       | 大平太三バンド | K07S-10022 |
| 10 | 1985年 7月21日  | B面   | マリンブルーに恋して              | 荒木とよひさ | パトリシア・ミキ | 大平太三バンド | K07S-10022 |
| 11 | 1985年 12月5日  | A面   | 涙のシルエット                    | 三浦徳子     | 岩井小百合       | 戸塚修         | K07S-10072 |
| 11 | 1985年 12月5日  | B面   | シャワーを浴びた後で…             | 三浦徳子     | 岩井小百合       | 戸塚修         | K07S-10072 |
| 12 | 1987年 7月5日   | A面   | 涙に天使                          | 松本一起     | 国安わたる       | 入江純         | K07S-10195 |
| 12 | 1987年 7月5日   | B面   | CRYSTAL HEART                     | 松本一起     | Frankie T.       | 入江純         | K07S-10195 |

### その他のアルバム
- 『I♥EXCITING MINI』（1983年12月5日／K20A-481） ※ミニアルバム。「I♥EXCITING MINI」シリーズ第1弾
- 『岩井小百合in武道館』（1983年12月21日／K28A-488） ※ライブ盤
- 『岩井小百合 全曲集』（1984年10月21日／K35H-584） ※ベストアルバム。CTのみ発売
- 『I♥EXCITING MINI』（1984年12月5日／K20A-595） ※ミニアルバム。「I♥EXCITING MINI」シリーズ第2弾
- 『岩井小百合 全曲集』（1985年10月21日／K35H-803） ※ベストアルバム。CTのみ発売
- 『Dear Heart』（1985年12月5日／K20A-723） ※ミニアルバム
- 『岩井小百合 DREAMBOX』（2005年12月21日／KICS-1133〜36） ※5枚組のCDBOX[注釈 1]
- 『岩井小百合 パーフェクト・ベスト』（2010年7月7日／KICS-1581） ※ベストアルバム

### 自主制作CD
- 『LOVE LETTER』（インストゥルメンタルアルバム）（2002年）
- 『幸せとは気付くものなんだよっ!』（シングル）（2003年）

### タイアップ曲
| 年     | 楽曲           | タイアップ                                       |
| ------ | -------------- | ------------------------------------------------ |
| 1984年 | パラレルガール | フジテレビ系テレビドラマ「クルクルくりん」主題歌 |
| 1987年 | 涙に天使       | ミュージカル「小公女セーラ」挿入歌               |

## ビデオ
- ストロベリーガール（1983年9月、近代映画社）
- 岩井小百合in武道館（1983年12月、キングレコード）
- 岩井小百合in武道館SPECIAL（1983年12月、キングレコード）
- ロマンティック・ストリート（1984年12月、キングレコード）
- とまどい…岩井小百合INモルディブ（1985年7月、スコラ）

## 書籍
- ドジっ子小百合（1984年6月、集英社） ISBN 978-4087800678
- 絶対勝つパチンコ塾―これであなたもドル箱の山!!（1996年11月、日本文芸社） ISBN 978-4537018097
- ぜったいデビューしたい！―芸能界裏話からタレントになれる方法まですべておしえます!（1998年11月、ワニマガジン社） ISBN 978-4898292648

### 写真集
- 岩井小百合（1983年2月、近代映画社）
- strawberry dream（1983年6月、近代映画社）
- 岩井小百合 ポップ・アイドル(10)（1983年9月、オリジナルコンフィデンス）
- とまどい（1985年8月、スコラ）